# Rohda (Haarberg)
Rohda (Haarberg), Erfurt-Rohda (Haarberg) – dzielnica miasta Erfurt w Niemczech, w kraju związkowym Turyngia.